# Premio Juan de Mairena
El premio Juan de Mairena fue instituido en 2008. Es un premio literario que otorga la Universidad de Guadalajara (México) y, más específicamente, el comité organizador del Verano de la Poesía en Guadalajara, festival celebrado en aquella ciudad mexicana del estado de Jalisco durante una semana del mes de junio.
El nombre del premio remite al apócrifo de Antonio Machado Juan de Mairena, un profesor de gimnasia, retórica y poética aficionado a entablar con sus alumnos conversaciones amigables a propósito de poesía, teatro, filosofía, política y moral; una especie de maestro natural, espontáneo y desinteresado.
Cada año, como un homenaje a Machado y a su personaje, el premio Juan de Mairena se propone, ante todo, reconocer y rendir homenaje a un poeta notable que también sea profesor, coordinador de talleres literarios, editor o traductor de poesía. Este doble perfil es, por lo tanto, particularmente valorado por los miembros del comité que determina quién será el ganador del galardón.
El premio Juan de Mairena no supone la entrega de ninguna cantidad de dinero al premiado. El ganador recibe una obra plástica previamente encargada a algún artista contemporáneo.

## Ganadores
- 2008: Ernesto Flores
- 2009: Raúl Bañuelos
- 2010: Miguel León-Portilla
- 2011: Guillermo Fernández
- 2012: Patricia Medina
- 2013: Eduardo Lizalde
- 2014: Jeannette L. Clariond